# Gottfried Wilhelm Leibniz
Gottfried Wilhelm Leibniz (Lipcse, 1646. július 1. – Hannover, 1716. november 14.) német polihisztor: jogász, diplomata, történész, matematikus, fizikus és filozófus. Nagy Frigyes azt mondta róla: „önmagában egy akadémia”.
17. század végén és a 18. század elején alkotott, egyike volt a német felvilágosodás alapítóinak. Newtontól függetlenül létrehozta a matematikai analízist. Megfogalmazta a kettes számrendszert. Hozzájárult a formális logika megteremtéséhez, az univerzális, tudományos kalkulus bevezetésével. Descartes-hoz hasonlóan az általános megismerési módszert kereste.

## Élete
1646. július 1-jén született Lipcsében. Apja ügyvéd, egyetemi tanár (erkölcstanprofesszor) volt a Lipcsei Egyetemen, és így fiába már korán beleoltotta a tudomány szeretetét. A fiatal Leibniz iskolai tanulmányai mellett magánszorgalomból megtanulta a latin nyelvet, úgyhogy már 12 éves korában egész folyékonyan tudta olvasni az ókori latin klasszikusokat. Ekkortájt kezdett el a görög nyelvvel is foglalkozni, majd a logika tanulmányozásába merült és már iskolás korában megszületett agyában az a nagy gondolat, hogy a tudomány számára egy olyan általános nyelvet kellene megállapítani, amely az egész tudós világ előtt érthető legyen. Már ilyen zsenge korában belátta, hogy ezen eszme megvalósításának első feltétele az volna, hogy az összes létező fogalmat bizonyos meghatározott, egymástól szigorúan elkülönített osztályokba kell osztani és így a „Globus intelectualis”-on őket elhelyezni. A logika tanulmányozása után főképp skolasztikával foglalkozott. 15 éves korában ment a lipcsei egyetemre, ahol az olasz filozófusokat, majd pedig az újabb kor filozófusait, Descartes-ot és Bacont tanulmányozta.
Miután tanulmányait befejezte, a jogi doktori címért folyamodott, azonban a lipcsei egyetem ezt fiatal korára való tekintettel megtagadta tőle. Erre az altdorfi egyetemhez fordult, ahol 1666. november 5-én tartott fényes disputációja után a jogi doktori címet elnyerte. Tudományos jártassága és ügyessége oly nagy hatással volt, hogy az altdorfi egyetemen tanári állásra kapott meghívást, amit azonban nem fogadott el.
Ezután Nürnbergbe ment, ahol a Rózsakeresztesek rendjébe állt be, sőt ott titkárrá is lett. Nürnbergi tartózkodása alatt főeseménynek tekintendő Johann Christian von Boyneburggal, a Mainzi Választófejedelemség miniszterével kötött ismeretsége, ami nemsokára barátsággá fejlődött. Ez nagy befolyással volt életére, ugyanis alkalmat adott neki a nagyvilág viszonyaiba való betekintésre és arra, hogy a politikai pályán is működjék. Boyneburg ajánlásával mutatkozott be Mainzban, ahol az akkor uralkodó nagyherceg Johann Phillipp von Schönborn bíboros mindjárt szolgálatába fogadta (1670). 1672-ben diplomáciai küldetés keretében ment Párizsba, és ott hazájának nagy szolgálatokat tett. Ezen tartózkodása még azért is fontos volt reá nézve, mert itt sok tudóssal, többek között Huygensszel ismerkedett meg, aki neki matematikai tanulmányaiban nagy segítője volt. Az e korban tett fölfedezései közül legnevezetesebb a számológépe, amely a Pascal-félét fölülmúlja, mert vele nemcsak összeadni és kivonni, hanem szorozni és osztani is lehet. E fölfedezésének köszönhette, hogy 1673-ban a londoni akadémia tagjai közé választotta. De az erre következő évek legnagyobb felfedezése mégis csak a differenciálszámítás, amit 1676-ban talált föl. Isaac Newton 11 évvel előbb geometriai úton találta föl a fluxió számítását, és így Newtoné a feltalálás elsőbbsége; de az is igaz, hogy Leibniz nagyobb eredménnyel is foglalkozott e tárggyal, úgyhogy a jelenleg használt módszer a Leibniz-féle. A két tudós azonban a prioritásért elkeseredett küzdelmet kezdett, ami egész Leibniz haláláig folyt, amikor is a kérdést pártatlan tudósok, mint Leonhard Euler stb. döntötték el. Leibniz ebben a harcban nem úgy viselkedett, amint tőle várnák, sőt elkeseredésében Newtont egyszer plagizálónak mondta.
1676-ban visszatért a Német-római Birodalomba és János Frigyes braunschweig-lüneburgi és hannoveri herceg mellett volt könyvtáros és tanácsadó. 1691-től kezdve a wolfenbütteli könyvtár is az ő felügyelete alá került. Nemsokára hercegi udvari tanácsos, később igazságügyi tanácsos lett. 1687-től 1690-ig nagy utazásokat tett: beutazta Németországot és Itáliát. Ebben az időben történeti munkákat adott ki, amelyek főképpen a Welf-házzal foglalkoznak.
Ernő Ágost hannoveri választófejedelem herceg 1698-as halála után örököse, Georg Ludwig mellett folytatta munkáját, aki később Nagy-Britannia (Egyesült) Királyságának uralkodója lett, I. György néven. Ezt az állását Leibniz élete végig megtartotta.
Az ő tervei szerint alapították az első német akadémiát Berlinben, 1700-ban, ahol őt július 12-én elnökké nevezték ki. Nagy Péter orosz cárral ez idő tájban találkozott, és vele később szintén szorosabb összeköttetésbe lépett. Leibniz volt az, aki először sürgette egy orosz akadémia fölállítását. Utolsó éveit szomorúság és nagy csalódások keserítették meg; egyrészt, mert ekkor már betegsége majdnem elviselhetetlenné vált, másrészt, mert összes pártfogója lassanként elhalván, a későbbi nemzedék az elkényeztetett tudóssal nem úgy bánt, mint ahogy ahhoz korábban hozzászokott.
1716. november 14-én halt meg Hannoverben. Halálakor már olyannyira kiesett az amúgy a közelben tartózkodó I. György kegyeiből, hogy sem az uralkodó, sem az udvari méltóságok nem jelentek meg a temetésén, csak a személyi titkára volt jelen. Hiába volt a Royal Society és a Berlini Tudományos Akadémia örökös tagja, egyik intézmény sem tartotta méltónak arra, hogy megemlékezzen róla. Sírja több mint fél évszázadig maradt jelöletlen. Csupán Fontenelle emlékezett meg róla az 1700-ban őt külföldi tagjául választó Párizsi Francia Akadémia előtt.
Kortársai sokra becsülték, és tisztelték a munkásságát. Érdeklődési köre több területet is olyan átfedett, mint a filozófia, politika, teológia, diplomácia, filológia, fizika, matematika.

## Munkássága

### Matematika
Leibniz, Newtontól függetlenül, felfedezte a differenciál- és integrálszámítást. A mai jelölések többnyire Leibniztől származnak (1686). A ma használatos matematikai jelek közül tőle származik az egyenlő (=), a szorzás (·), a hasonlóság ({\displaystyle \sim }), az egybevágóság ({\displaystyle \cong }), a differenciálhányados (dy/dx), az integrál (∫) jele. Ő használta először a „függvény”, a „koordináta”, a „calculus differentialis” (differenciálszámítás), a „calculus integralis” (integrálszámítás) elnevezéseket.
A kettes számrendszer pontos leírását is ő adta meg először, Explication de l'Arithmétique Binaire című könyvében.

### Fizika
Szerinte értelmetlen abszolút térről és abszolút időről beszélni, mint ahogy azt Newton gondolta. Leibniz szerint a tér nem más, mint két egyidejűleg létező tárgy közötti távolság. Az idő pedig két esemény közti intervallum. Vagyis nem létezik az abszolút idő, mert az idő fogalma az „események egymást követő rendjét” fejezi ki. Az idő egy relációs fogalom: az események közti viszonyokra vonatkozik.

### Filozófia

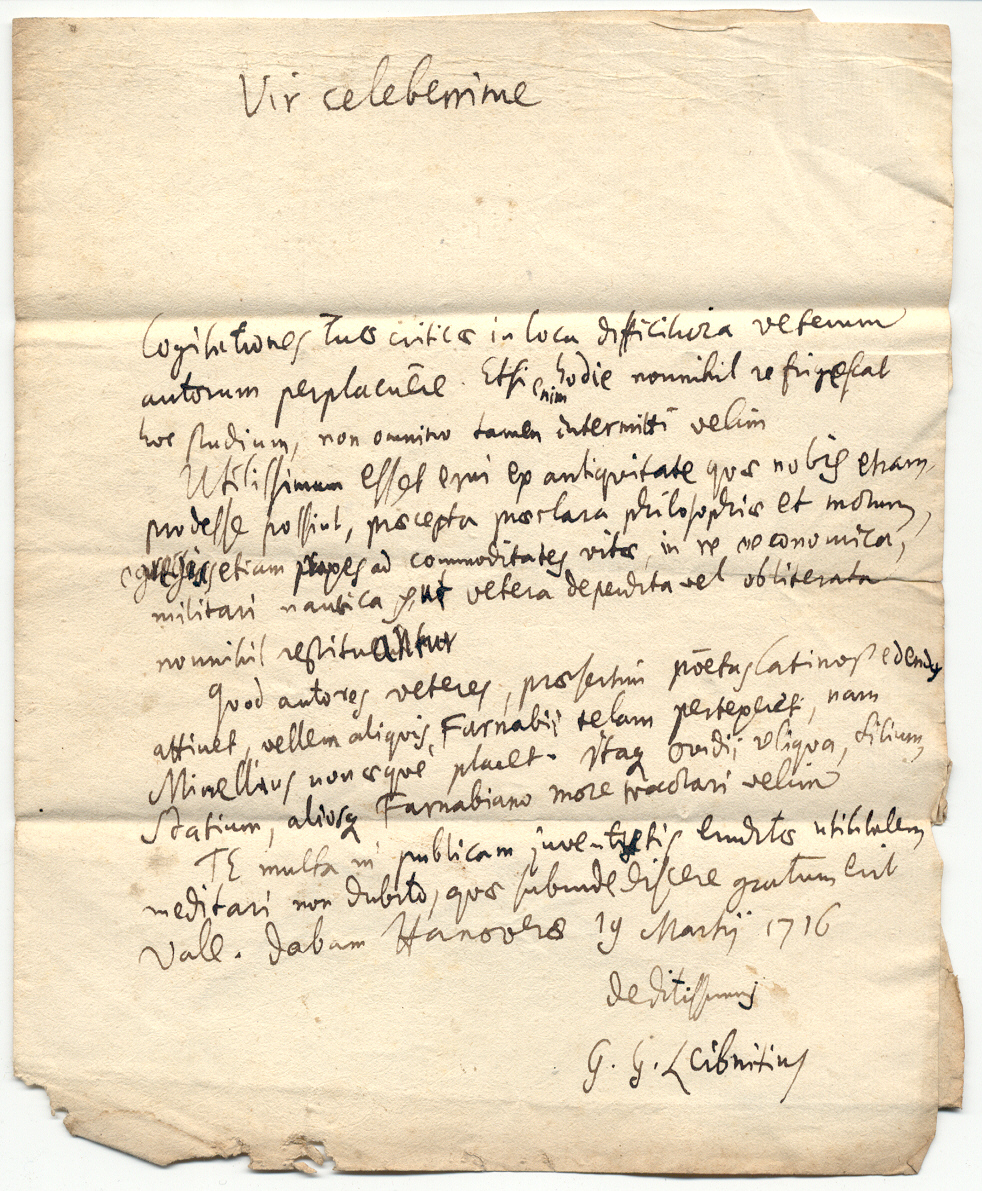
Leibniz kézirata

Leibniz korát filozófiai szempontból a racionalisták és az empiristák szembenállása jellemezte, s mindkét irányzat arra a kérdésre igyekezett választ adni, hogy az emberi megismerés az érzékelésből vagy a ratióból, a gondolkodásból származik. Filozófiai feladatának azt tartotta, hogy „a forma és az anyag filozófiáját összebékítsük, egyesítve és megtartva azt, ami ebből és abból igaz.” Irénista felfogásából fakadóan, ennek keretében dolgozta ki monász-elméletét:

#### Metafizika
Azt tapasztaltam, hogy a legtöbb szektának nagyrészt igaza van abban, amit állít, s csak abban nincs igaza, amit tagad.
Szerinte a valóság nemcsak kiterjedés és – John Locke nyomán – áthatolhatatlanság, hanem erő és tevékenység is: „nincs test mozgás nélkül, sem szubsztancia erőkifejtés nélkül” – vallja. A szubsztancia „tevékenységre képes létező” (etre capable d'action). Lehet összetett vagy egyszerű, de az összetettek nem lehetnek egyszerűek nélkül, hiszen azok aggregátuma (tömörülése). Az egyszerű szubsztanciák a monaszok. A gondolatbeli matematikai és a kiterjedt fizikai pontoktól eltérően a monaszok oszthatatlan, egyszerű, nem anyagi „erőegységek” (forces primitives), metafizikai pontok (points metaphysiques).
A monászok a természet igazi atomjai, a dolgok elemei, örök, állandó létezők, természetes úton nem pusztíthatók el. Továbbá a monászok alaktalanok, mégis állandó belső változásban vannak. A monászokban végbemenő állandó belső változás a percepció. Minden monász az univerzumot a saját nézőpontjából ábrázolja, ezért a monászok különböznek egymástól: nincs a természetben két egyforma monász. S bár ismerik egymás állapotát, nincsenek ennek a tudatában. A monászok testetlen automaták.
Minden monász egy kis univerzum („nincs ablaka” a másikra); a mindenség élő tükre, tevékeny és szabad, a tökéletességre tör. Mivel a monászok „gondolkodó metafizikai pontok”, minden monász elgondolja, vagyis fogalmilag reprezentálja a teljes univerzumot.
A kiterjedt anyag a monasz tevékenységének eredménye. Mindegyik kapcsolatban áll a többivel. Üres tér nincs: a monászok mindent betöltenek. „A természetben soha nincs ugrás” – vallja. A legalacsonyabb rendű és a magasrendű monaszok között az átmeneti fokozatok végtelen sorát találjuk – hasonlóan az infinitezimális számításhoz. Az élőlényekben a központi monasz (lélek) köré csoportosulnak az alacsonyabb rendűek (test). A test és a lélek változásai azért felelnek meg egymásnak, mivel Isten – mint két órát – szinkronizálja őket. A világegyetem összhangjának távolabbi oka is Isten.

#### Ismeretelmélet
Jóllehet, Leibniz elfogadja a tapasztalati ismeret jogát, mégis valamennyi ismeretet velünk születettnek tart. Az ismeretek nem készen, hanem lehetőség szerint vannak a lélekben. A tapasztalat, érzékelés azért nem felesleges, mert ismeretcsíráink csak a tapasztalás útján fejlődhetnek ki. Éppen ezért kiigazításra szorul Locke axiómája: semmi sincs a lélekben, ami ne az érzékekből származnék, kivéve magát a lelket. „A lélek magában foglalja a létet, a szubstanciát, az egyet, az ugyanazt, az okot, az észrevételt, az okoskodást és egy csomó más fogalmat, amelyeket az érzékek nem nyújthatnának.” Ha ismereteinket nem is szerezzük a tárgyi világból, azok tárgyi érvénye mégis kétségtelen, mivel a gondolkodás és a lét között a megfelelést az Isten által eleve elrendezett összhang biztosítja.
Leibniz az igazságok két fajtáját különbözteti meg:
1. tényigazságok (esetlegesek, és ellentétük lehetséges)
2. észigazságok (szükségszerűek, és ellentétük lehetetlen)

Ha egy igazság szükségszerű, akkor felbonthatjuk addig, amíg eljutunk az alapigazságig. Így vezetik a matematikusok tételeiket vissza definíciókra, axiómákra. A dolgok végső oka Isten kell, hogy legyen. Isten az elégséges alapja minden dolognak. Istennek nincsenek korlátai, ahol tökéletesség van – mondja Leibniz –, ott nincsenek korlátok. Egyedül Istennek van meg az a kiváltsága, hogy léteznie kell.
Cselekedeteink háromnegyed részében empirikusak vagyunk: például mindennap feltételezzük, hogy másnap is felkel a Nap. Csak a csillagász feltételez a Nap felkeltére annak okából.
Leibniz szerint a karteziánusok abban tévedtek, hogy nem vették figyelembe a percepciókat, amiknek nem vagyunk tudatában: a lélek nem különül el a testtől, és nem is halhatatlan. A gondolkodás két elven alapul: az ellentmondás és az elégséges alap elve.
Monadológia

#### Antropológia
Leibniz szerint a lélek azon monászok összessége, amelyeknek percepciói határozottabbak, és valamilyen emlékezet társul hozzájuk. A szubsztancia minden jelen állapota valamilyen előző állapotnak a következménye, ezért amikor alszunk, akkor is vannak percepcióink, csak nem vagyunk ennek tudatában. Énünkhöz a reflexió útján jutunk el.

#### Logika
Leibniz meggyőződése volt, hogy a gondolkozásnak is megvannak az alapszámokhoz hasonló alapfogalmai (alphabetum cogitationum humanarum), melyekhez az összetett fogalmak felbontásával juthatunk. A fogalmak matematikai jegyekkel (character) való jelzésével a matematikához hasonló kombinatív műveletekre lennénk képesek, melyek – pontos fogalmi analízis esetén – feltétlen bizonyosságot nyújtó képletekhez vezetnének. Az egyes tudományok sajátos tárgyának megfelelő jelrendszer (characteristica universalis) kiépítésével biztosítható lenne az egyetemes tudomány (scientia universalis), amely a világnyelv problémáját is megoldaná.

#### Teodicea
Turay Alfréd szerint „A teodicea (gör. theosz: isten; dikaiószisz: igazolás) kifejezést először Leibniz használta a filozófiai istentan jelölésére. A teodicea egyrészt Isten létének filozófiai igazolását jelenti, másrészt pedig Isten „igazolását” a világban tapasztalható rosszal szemben."
Leibniz elsőként vetette fel az elégséges alap elvét, mely azt mondja ki, hogy „semmi sem jön létre elégséges ok nélkül." Ehhez szükségképpen kapcsolódik a kérdés: akkor „miért van inkább valami, mint semmi"? Az elégséges alap elve a gondolkodás lehetőségi feltételét fogalmazza meg, a semmire vonatkozó kijelentésben pedig a gondolkodás tapasztalata csapódik le: a világ dolgai esetlegesek. A kontingens létezők léte magában foglalja a nemlét lehetőségét, nemcsak a letét. A Világegyetem elégséges oka éppen ezért nem található meg a véges létezők egymásra következésében. Ha az Univerzum elegendő oka csak olyan lehet, amelynek nincs szüksége rajta kívül semmi másra, akkor ez az ok nem található meg a világ összefüggéseiben, hanem csak az azt megokoló, szükségképpeni, léte okát magában hordó szubsztanciában; és ezt a végső okot nevezzük Istennek – mondja Leibniz. ezzel azonban nem Istenről, hanem a világról állít valamit, továbbá beleütközik a tudományos takarékosság elvébe: Isten a szükségszerű szubsztancia más elnevezése.
Isten végtelen sok világot teremthetett volna, de ő ezek közül csak a legjobbat teremtette meg, jósága miatt. E világban pedig teljes harmónia van (praestabilita harmonia), amit Isten előre elrendezett. Turay Alfréd kiemeli, hogy „Isten a lehetséges világok közül az együtt-lehetőség törvényét (lex compossibilitatis) figyelembe véve a legjobbat teremtette. Ez a törvény azt mondja ki, hogy nem valamennyi lehetséges kombináció valósulhat meg együtt (például, ha Isten szabad lényt akart, nem zárhatta ki a bűn és a nyomában járó szenvedés lehetőségét). – A világban lévő rossz nem cáfolja Isten létét."
„Leibniz a hagyományos természetes teológia helyett megalkotja a teodiceát, mely Isten létét kívánja bizonyítani a világ nyomorúságával szemben. A rossz, a disszonancia a harmónia feltétele. Voltaire szerint azonban ez nem optimizmus, hanem megalkuvás a nyomorúsággal. Leibniz igazságának magva a nyomorúságban, a rosszban és a tökéletlenben rejlő hajtóerő a jobb, a tökéletesebb, a teljesebb felé" – vallja Nyíri Tamás.

## Művei
Műveit németül, franciául vagy latinul írta.
- Dissertatio de Arte Combinatoria, 1666
- De Casibus Perplexis, 1667
- Nova methodus docendae discendaeque iurisprudentiae, 1667
- Hypothesis Physica Nova, 1671
- Nova Methodus pro Maximis et Minimis, itemque Tangentibus, 1684
- Essais de Théodicée sur la Bonté de Dieu, la Liberté de l´Homme et l'Original du Mal, 1710
- Lehrsätze über die Monadologie, 1720
- Neuen Abhandlungen über den menschlichen Verstand, posztumusz, 1765

## Magyarul
- Értekezések; ford. Bauer Simon, Vida Sándor, bev., jegyz. Vida Sándor; Franklin, Bp., 1907 (Filozófiai írók tára)
- Újabb vizsgálódások az emberi értelemről; ford., jegyz. Rácz Lajos; Akadémia, Bp., 1930 (Az Akadémia filozófiai könyvtára)
- Gottfried Wilhelm Leibniz válogatott filozófiai írásai; vál. Márkus György, utószó Horváth Miklós, jegyz. Fehér Márta, Keszthelyi András, ford. Endreffy Zoltán, Nyíri Tamás; Európa, Bp., 1986
- A Leibniz-Clarke levelezés; ford. Bálint Péter; L'Harmattan–SZTE Filozófia Tanszék, Bp.–Szeged, 2005 (Rezonőr)
- Újabb értekezések az emberi értelemről; ford. Boros Gábor et al.; L'Harmattan–SZTE Filozófia Tanszék, Bp.–Szeged, 2005 (Rezonőr)